# HMAS Ballarat (J184)
HMAS Ballarat (J184) was een Australisch korvet van de Bathurstklasse. Het schip is vernoemd naar de Australische stad Ballarat in de staat Victoria. De bouw van de Ballarat vond plaats bij de scheepswerf HMA Naval Dockyard in Williamstown.

## De Ballarat tijdens de Tweede Wereldoorlog
Tijdens de Tweede Wereldoorlog heeft Ballarat veel konvooien geëscorteerd. Maar het was ook betrokken bij de evacuatie van Sumatra en het onklaar maken van installaties en schepen in de haven van Palembang. Na de val van Nederlands-Indië keerde het schip terug naar Australië waar het voornamelijk konvooidiensten van en naar Nieuw-Guinea uitvoerde. De Ballarat was een van de schepen die aanwezig waren bij de Japanse overgave in Tokio.

## De Ballarat na de Tweede Wereldoorlog
Na de Japanse overgave werden er door de Ballarat mijnen geveegd bij Hongkong. Tijdens het vegen van mijnen raakte de Ballarat beschadigd door een mijnexplosie waarna schip terugkeerde naar Australië. Daar werd het schip op 27 december 1947 uit dienst werd genomen. Het schip werd verkocht aan China Traders, een bedrijf uit Hong Kong, dat het schip weer doorverkocht aan een ander bedrijf uit Hong Kong de Ta Hing Company. Maar deze verkoop werd door de Australische regering geblokkeerd waarop het schip aan het Australische bedrijf John Manners and Co, voor de sloop, werd verkocht.